# Kim Chang-soo
Kim Chang-soo (Busan, 12 september 1985) is een Zuid-Koreaans voetballer die speelt bij het Zuid-Koreaanse Jeonbuk Motors in de K League Classic. Hij maakte in 2009 zijn debuut in het Zuid-Koreaans voetbalelftal.

## Clubcarrière
Chang-soo maakte in 2006 zijn debuut in de betaald voetbalcompetitie in de K-League met Daejeon Citizen. In het seizoen 2004 stond hij gecontracteerd bij Ulsan Hyundai FC, waar hij één wedstrijd om de Koreaanse League Cup speelde. Daejeon Citizen nam hem in 2005 over van Ulsan Hyundai, maar liet Chang-soo het eerste seizoen nog niet zijn competitiedebuut maken. Wel speelde hij een wedstrijd om de Koreaanse FA Cup mee. Drie seizoenen lang speelde hij bij Daejeon, waarna Chang-soo in 2008 overstapte naar Busan IPark, een club die uitkomt in dezelfde competities. In tegenstelling tot Daejeon liet Busan IPark hem in zijn eerste seizoen meespelen in de competitie, met een uiteindelijk totaal van 23 gespeelde competitieduels in het seizoen 2008. In zowel 2009 als 2011 verloor Kim Chang-soo met Busan IPark de finale van de Koreaanse League Cup, in 2011 van zijn voormalig werkgever Ulsan Hyundai FC. In 2013 tekende Chang-soo een contract bij Kashiwa Reysol, waarmee hij vanaf het seizoen 2013/14 uitkwam in de Japanse competitie. Drie jaar later stapte hij over naar Jeonbuk Motors.

## Interlandcarrière

### Zuid-Korea –23
Kim Chang-soo werd in 2006 op 21-jarige leeftijd voor het eerst opgeroepen voor het Zuid-Koreaans voetbalelftal onder 23. Op de Aziatische Spelen in 2010 werd de halve finale verloren van Noord-Korea, waarna het brons behaald werd door in de bronzen finale China met 2–0 te verslaan. Chang-soo werd in 2012 opgenomen in de selectie voor de Olympische Zomerspelen. In de halve finale versloeg Brazilië Zuid-Korea met 0–3, waarna Zuid-Korea een bronzen medaille won door van Japan in de troostfinale te winnen met 2–0. Door zijn deelname aan de Olympische Spelen hoefde Chang-soo samen met zijn team niet in dienstplicht, een anders gebruikelijk fenomeen in Zuid-Korea.

### Zuid-Korea
Chang-soo werd eind maart 2009 opgeroepen door toenmalig bondscoach Huh Jung-moo voor een serie vriendschappelijke interlands. Op 1 februari maakte hij zijn debuut in het Zuid-Koreaans voetbalelftal tegen Syrië. Na rust was hij de vervanger van Choi Hyo-jin. In mei 2014 werd hij door bondscoach Hong Myung-bo opgenomen in de selectie voor het wereldkampioenschap voetbal 2014 in Brazilië. Op het eindtoernooi kwam hij in de drie groepsduels niet in actie. Chang-soo nam met Zuid-Korea deel aan het Aziatisch kampioenschap voetbal 2015.
| Interlands van Kim Chang-soo voor Zuid-Korea | Interlands van Kim Chang-soo voor Zuid-Korea | Interlands van Kim Chang-soo voor Zuid-Korea | Interlands van Kim Chang-soo voor Zuid-Korea | Interlands van Kim Chang-soo voor Zuid-Korea | Interlands van Kim Chang-soo voor Zuid-Korea | Interlands van Kim Chang-soo voor Zuid-Korea |
| №                                            | Datum                                        | Wedstrijd                                    | Uitslag                                      | Competitie                                   | Goals                                        | Assists                                      |
| Als speler bij Busan IPark                   | Als speler bij Busan IPark                   | Als speler bij Busan IPark                   | Als speler bij Busan IPark                   | Als speler bij Busan IPark                   | Als speler bij Busan IPark                   | Als speler bij Busan IPark                   |
| -------------------------------------------- | -------------------------------------------- | -------------------------------------------- | -------------------------------------------- | -------------------------------------------- | -------------------------------------------- | -------------------------------------------- |
| 1                                            | 1 februari 2009                              | Syrië – Zuid-Korea                           | 1 – 1                                        | Vriendschappelijk                            | 0                                            | 0                                            |
| 2                                            | 4 februari 2009                              | Bahrein – Zuid-Korea                         | 2 – 2                                        | Vriendschappelijk                            | 0                                            | 0                                            |
| 3                                            | 28 maart 2009                                | Zuid-Korea – Irak                            | 2 – 1                                        | Vriendschappelijk                            | 0                                            | 0                                            |
| 4                                            | 14 november 2012                             | Zuid-Korea – Australië                       | 1 – 2                                        | Vriendschappelijk                            | 0                                            | 0                                            |
| Als speler bij Kashiwa Reysol                |                                              |                                              |                                              |                                              |                                              |                                              |
| 5                                            | 11 juni 2013                                 | Zuid-Korea – Oezbekistan                     | 1 – 0                                        | Kwalificatie WK 2014                         | 0                                            | 0                                            |
| 6                                            | 18 juni 2013                                 | Zuid-Korea – Iran                            | 1 – 0                                        | Kwalificatie WK 2014                         | 0                                            | 0                                            |
| 7                                            | 20 juli 2013                                 | Zuid-Korea – Australië                       | 0 – 0                                        | Vriendschappelijk                            | 0                                            | 0                                            |
| 8                                            | 28 juli 2013                                 | Zuid-Korea – Japan                           | 1 – 2                                        | Vriendschappelijk                            | 0                                            | 0                                            |
| 9                                            | 6 september 2013                             | Zuid-Korea – Haïti                           | 4 – 1                                        | Vriendschappelijk                            | 0                                            | 0                                            |
| 10                                           | 10 juni 2014                                 | Ghana – Zuid-Korea                           | 4 – 0                                        | Vriendschappelijk                            | 0                                            | 0                                            |
| 11                                           | 5 september 2014                             | Zuid-Korea – Venezuela                       | 3 – 1                                        | Vriendschappelijk                            | 0                                            | 0                                            |
| 12                                           | 8 september 2014                             | Zuid-Korea – Uruguay                         | 0 – 1                                        | Vriendschappelijk                            | 0                                            | 0                                            |
| 13                                           | 14 november 2014                             | Jordanië – Zuid-Korea                        | 0 – 1                                        | Vriendschappelijk                            | 0                                            | 0                                            |
| 14                                           | 18 november 2014                             | Iran – Zuid-Korea                            | 1 – 0                                        | Vriendschappelijk                            | 0                                            | 0                                            |
| 15                                           | 4 januari 2015                               | Saoedi-Arabië – Zuid-Korea                   | 0 – 2                                        | Vriendschappelijk                            | 0                                            | 0                                            |
| 16                                           | 10 januari 2015                              | Zuid-Korea – Oman                            | 1 – 0                                        | Aziatisch kampioenschap                      | 0                                            | 0                                            |
| 17                                           | 17 januari 2015                              | Australië – Zuid-Korea                       | 0 – 1                                        | Aziatisch kampioenschap                      | 0                                            | 0                                            |
| 18                                           | 22 januari 2015                              | Zuid-Korea – Oezbekistan                     | 2 – 0                                        | Aziatisch kampioenschap                      | 0                                            | 0                                            |
| 19                                           | 27 maart 2015                                | Zuid-Korea – Oezbekistan                     | 1 – 1                                        | Vriendschappelijk                            | 0                                            | 0                                            |
| 20                                           | 31 maart 2015                                | Zuid-Korea – Nieuw-Zeeland                   | 1 – 0                                        | Vriendschappelijk                            | 0                                            | 0                                            |
| 21                                           | 16 juni 2015                                 | Myanmar – Zuid-Korea                         | 0 – 2                                        | Kwalificatie WK 2018                         | 0                                            | 0                                            |
| 22                                           | 13 oktober 2015                              | Zuid-Korea – Jamaica                         | 3 – 0                                        | Vriendschappelijk                            | 0                                            | 0                                            |
| 23                                           | 17 november 2015                             | Laos – Zuid-Korea                            | 0 – 5                                        | Kwalificatie WK 2018                         | 0                                            | 0                                            |
| 24                                           | 27 maart 2016                                | Thailand – Zuid-Korea                        | 0 – 1                                        | Vriendschappelijk                            | 0                                            | 0                                            |

Bijgewerkt op 26 april 2016.

## Statistieken
| Seizoen         | Club             |                     | Competitie       | Competitie | Competitie | Beker | Beker | Internationaal | Internationaal | Totaal | Totaal |
| Seizoen         | Club             | Wed.                | Competitie       | Dlp.       | Wed.       | Dlp.  | Wed.  | Dlp.           | Wed.           | Dlp.   |        |
| --------------- | ---------------- | ------------------- | ---------------- | ---------- | ---------- | ----- | ----- | -------------- | -------------- | ------ | ------ |
| 2004            | Ulsan Hyundai FC | Vlag van Zuid-Korea | K League Classic | 0          | 0          | 1     | 0     | -              | -              | 1      | 0      |
| Club totaal     | Club totaal      | Club totaal         | Club totaal      | 0          | 0          | 1     | 0     | 0              | 0              | 1      | 0      |
| 2005            | Daejeon Citizen  | Vlag van Zuid-Korea | K League Classic | 0          | 0          | 1     | 0     | -              | -              | 1      | 0      |
| 2006            | Daejeon Citizen  | Vlag van Zuid-Korea | K League Classic | 7          | 0          | 3     | 0     | -              | -              | 10     | 0      |
| 2007            | Daejeon Citizen  | Vlag van Zuid-Korea | K League Classic | 17         | 1          | 8     | 0     | -              | -              | 25     | 1      |
| Club totaal     | Club totaal      | Club totaal         | Club totaal      | 24         | 1          | 12    | 0     | 0              | 0              | 36     | 1      |
| 2008            | Busan IPark      | Vlag van Zuid-Korea | K League Classic | 23         | 1          | 7     | 0     | -              | -              | 30     | 1      |
| 2009            | Busan IPark      | Vlag van Zuid-Korea | K League Classic | 20         | 1          | 5     | 0     | -              | -              | 25     | 1      |
| 2010            | Busan IPark      | Vlag van Zuid-Korea | K League Classic | 27         | 2          | 10    | 0     | -              | -              | 37     | 2      |
| 2011            | Busan IPark      | Vlag van Zuid-Korea | K League Classic | 28         | 1          | 9     | 0     | -              | -              | 37     | 1      |
| 2012            | Busan IPark      | Vlag van Zuid-Korea | K League Classic | 28         | 2          | 1     | 0     | -              | -              | 29     | 2      |
| Club totaal     | Club totaal      | Club totaal         | Club totaal      | 126        | 7          | 32    | 0     | 0              | 0              | 158    | 7      |
| 2013            | Kashiwa Reysol   | Vlag van Japan      | J-League         | 24         | 0          | 1     | 0     | 7              | 0              | 32     | 0      |
| 2014            | Kashiwa Reysol   | Vlag van Japan      | J-League         | 14         | 0          | 0     | 0     | 0              | 0              | 14     | 0      |
| 2015            | Kashiwa Reysol   | Vlag van Japan      | J-League         | 31         | 0          | 1     | 0     | 9              | 1              | 41     | 1      |
| Club totaal     | Club totaal      | Club totaal         | Club totaal      | 69         | 0          | 2     | 0     | 16             | 1              | 87     | 1      |
| 2016            | Jeonbuk Motors   | Vlag van Zuid-Korea | K League Classic | 4          | 0          | 0     | 0     | 4              | 0              | 8      | 0      |
| Club totaal     | Club totaal      | Club totaal         | Club totaal      | 4          | 0          | 0     | 0     | 4              | 0              | 8      | 0      |
| Carrière totaal | Carrière totaal  | Carrière totaal     | Carrière totaal  | 223        | 8          | 46    | 0     | 20             | 1              | 292    | 9      |

Bijgewerkt op 26 april 2016.